# Cryptelytrops macrops
Cryptelytrops macrops este o specie de șerpi din genul Cryptelytrops, familia Viperidae, descrisă de Kramer 1977. A fost clasificată de IUCN ca specie cu risc scăzut. Conform Catalogue of Life specia Cryptelytrops macrops nu are subspecii cunoscute.